# Carcellia confundens
Carcellia confundens är en tvåvingeart som först beskrevs av Camillo Rondani 1859.  Carcellia confundens ingår i släktet Carcellia och familjen parasitflugor. Inga underarter finns listade i Catalogue of Life.